# Půjčovna masa
Půjčovna masa (v anglickém originále Altered Carbon) je americký kyberpunkový sci-fi televizní seriál od Laety Kalogridisové. Je založen na stejnojmenné knize od Richarda K. Morgana. První řadu tvoří deset dílů a byla zveřejněna dne 2. února 2018 na Netflixu. Dne 27. července 2018 bylo oznámeno, že seriál získá druhou řadu, přičemž hlavní roli zaujme herec Anthony Mackie.
Dne 19. března 2020 byl na Netflixu zveřejněn animovaný film Půjčovna masa: Nové pouzdro, který na děj seriálu nenavazuje, jedná se o spin-off.

## Příběh
Příběh se odehrává o 360 let později v budoucnosti v roce 2384, kde se lidské vzpomínky dají uložit na speciální disky zvané „cortical stack“. Ty se nachází v jednom z krčních obratlů a dají se vložit do jakýchkoliv lidských či syntetických těl, která se nazývají „sleeves“. Hlavní postavou je Takeshi Kovacs, který se probudí po 250 letech v jednom z těl a jsou mu nabídnuty dvě možnosti. Buď stráví zbytek času ve vězení, nebo pomůže vyřešit vraždu jednoho z nejbohatších mužů světa, Laurense Bancrofta.

## Obsazení

### Hlavní role
- Joel Kinnaman (1. řada) a Anthony Mackie (2. řada) jako Takeshi Kovacs[10]
- James Purefoy jako Laurens Bancroft[11]
- Kristin Lehman jako Miriam Bancroft[12]
- Martha Higareda jako Kristin Ortega[11]
- Dichen Lachman jako Reileen Kawahara[11]
- Chris Conner jako Poe[13]
- Ato Essandoh jako Vernon Elliot[13]
- Trieu Tran jako mistr Leung[14]
- Renée Elise Goldsberry jako Quellcrist Falconer[15]
- Lela Loren jako Danica Harlan (2. řada)
- Simone Missick jako Trepp (2. řada)
- Dina Shihabi jako Dig 301 (2. řada)
- Torben Liebrecht jako Jaeger / Ivan Carrera (2. řada)

### Vedlejší role
- Byron Mann jako O.G. Kovacs / Dimitri Kadmin[16]
- Waleed Zuaiter jako Samir Abboud
- Antonio Marziale jako Isaac Bancroft
- Olga Fonda jako Sarah[17]
- Daniel Berhardt jako Jaeger (1. řada)
- Tahmoh Penikett jako Dimitri Kadmin
- Zahf Paroo jako Curtis
- Morgan Gao jako mladý Tak
- Riley Lai Nelet jako mladá Reileen
- Lisa Chandler jako Mary Lou Henchy
- Tamara Taylor jako Oumou Prescott[18]
- Stephanie Cleough jako Alice („Anemone“)
- Marlene Forte jako Alazne Ortega[14]
- Teach Grant jako Jimmy DeSoto
- Hiro Kanagawa jako kapitán Tanaka[19]
- Hayley Law jako Lizzie Elliot[20]
- Sean Amsing jako Gus
- Maddie Dixon-Poirier jako malá dívka
- Andre Tricoteux jako The Mongol
- Anna Van Hooft jako Clarissa Severin
- Michael Eklund jako Dimi 2
- Chris McNally jako Sergei Brevlov
- Fiona Vroom jako Sandy Kim
- Will Yun Lee jako Stronghold Kovacs[3]
- Matt Biedel jako Gangbanger / Abuela / Dimitri Kadmin
- Adam Busch jako Mickey[21]
- Alika Autran jako Okulov
- Katie Stuart jako Vidaura
- Garfield Wilson jako Gomez
- Matt Frewer jako Carnage
- Arnold Pinnock jako Hemingway
- Cliff Chamberlain jako Ava Elliot
- Leonardo Nam jako Stronghold Kovacs[11]
- Michael Shanks jako Horace Axley (2. řada)
- Sen Mitsuji jako Tanaseda Yukito (2. řada)
- James Saito jako Tanaseda Hideki (2. řada)
- Neal McDonough jako Konrad Harlan (2. řada)

## Vysílání
| Řada | Díly | Premiéra na Netflixu |
| ---- | ---- | -------------------- |
| 1    | 10   | 2. února 2018        |
| 2    | 8    | 27. února 2020       |

## Vydání
Seriál byl zveřejněn 2. února 2018 na Netflixu. Oficiální trailer byl vydán 11. ledna 2018. Dne 27. července 2018 bylo oznámeno, že seriál získá druhou řadu, přičemž hlavní roli zaujme herec Anthony Mackie.